# Rue de Lesdiguières
Ne doit pas être confondu avec Rue Lesdiguières (Grenoble).
La rue de Lesdiguières est une rue du 4e arrondissement de Paris.

## Situation et accès
Située dans le  quartier de l'Arsenal, elle commence au 8 de la rue de la Cerisaie et se termine 9 rue Saint-Antoine.

## Origine du nom
Le nom de la rue fait référence à l'ancien hôtel de Lesdiguières qui appartenait au connétable de France François de Bonne de Lesdiguières (1543-1626).

## Historique

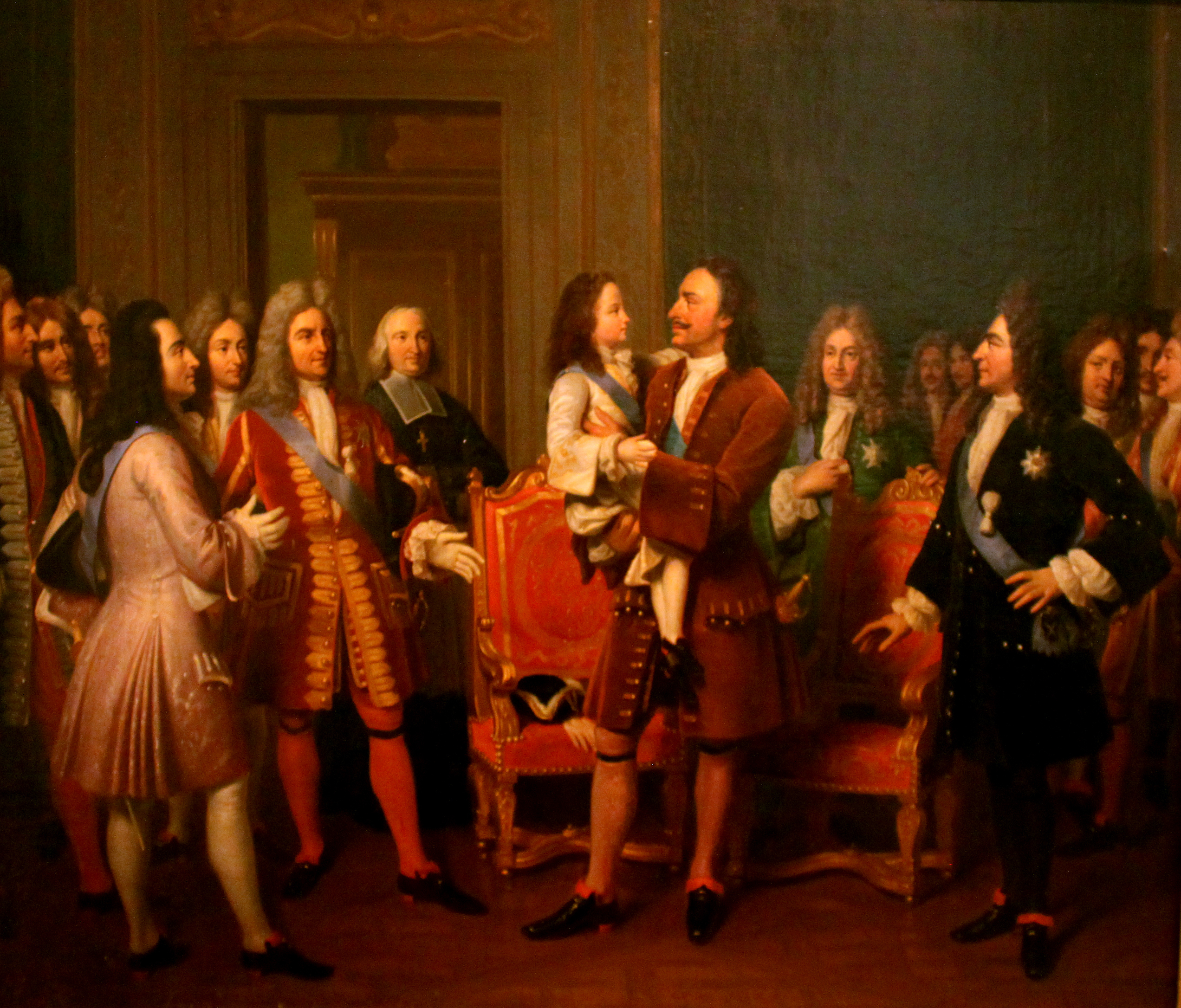
10 mai 1717. rend visite à Pierre le Grand à l'hôtel de Lesdiguières.

Elle a été ouverte en 1765 sur l’emplacement de l’hôtel de Lesdiguières, construit par Zamet, un riche financier florentin venu à Paris à la demande de Catherine de Médicis. Le roi de France Henri IV y venait souvent avec Gabrielle d'Estrées. À la mort de Zamet, cet hôtel fut vendu au connétable de Lesdiguières (1543-1626). 
Parmi les personnalités ayant habité cet hôtel, on compte le cardinal de Retz qui recevait là madame de Sévigné, Pierre Corneille, Molière. Après la mort du cardinal en 1679, l'hôtel de Lesdiguières devint en 1716 la propriété du maréchal de Villeroy, qui préféra loger aux Tuileries. L'année suivante, l'hôtel fut somptueusement garni de meubles du roi pour accueillir Pierre le Grand et sa suite. Le 10 mai 1717, Louis XV, âgé de sept ans, y rendit visite au tsar. L'hôtel fut en grande partie démoli vers 1740 et reconstruit plus petit. La partie ouest des jardins fut acquis par le couvent de la Visitation Sainte-Marie, la partie est lotie pour construction de maisons le long d'un passage ouvert sur une allée du jardin entre la rue de la Cerisaie et de la rue Saint-Antoine qui devint la rue de Lesdiguières en 1765.
L'hôtel de Lesdiguières réaménagé dans les années 1740 fut détruit en 1877 lors du percement du boulevard Henri IV. 
Honoré de Balzac a habité de 1819 à 1820 au 9 de la rue de Lesdiguières, dans une mansarde sous les toits, près de la bibliothèque de l'Arsenal. Pour un loyer de soixante francs par mois, l'écrivain débutant étouffait dans un réduit qu'il qualifiait de « trou digne des plombs de Venise ». Il évoque ses conditions de vie dans la nouvelle Facino Cane.
Au XXe siècle, le peintre Pierre Jutand vécut dans la rue.